# 第39回社会人野球日本選手権大会予選
第39回社会人野球日本選手権大会予選は、第39回社会人野球日本選手権大会の出場チームを決定するために行われた予選および各種大会の結果をまとめたものである。

本戦出場を決める代表決定戦（各種大会決勝戦）以外のコールド、延長のイニングは記載しない。

## 第84回都市対抗野球大会
JX-ENEOSはすでに本戦出場権を得ているため、関東地区からの最終予選出場枠1増

## 第38回全日本クラブ野球選手権大会
- 1回戦

WIEN'94　2－0　エディオン愛工大OB BLITZ
MSH医療専門学校　13－0　オール江刺
ミキハウスREDS　5－1　茨城ゴールデンゴールズ
千曲川硬式野球クラブ　3－2　弘前アレッズ
水沢駒形野球倶楽部　4－2　WEEDしらおい
全足利クラブ　3－2　福井ミリオンドリームズ
和歌山箕島球友会　3－2　サウザンリーフ市原
東北マークス　5－0　ビッグ開発ベースボールクラブ
- 2回戦

MSH医療専門学校　1－0　WIEN'94
ミキハウスREDS　4－0　千曲川硬式野球クラブ
水沢駒形野球倶楽部　2－1　全足利クラブ
和歌山箕島球友会　2－0　東北マークス
- 準決勝

ミキハウスREDS　3－0　MSH医療専門学校
和歌山箕島球友会　3－1　水沢駒形野球倶楽部
- 決勝

和歌山箕島球友会　2－0　ミキハウスREDS
和歌山箕島球友会が本戦出場

## 日本選手権対象大会

### 第68回JABA東京スポニチ大会
- 予選リーグAブロック

第1戦　JR東日本　7－2　日本新薬
第2戦　Honda　8－0　東海理化
第3戦　東海理化　4－2　JR東日本
第4戦　Honda　1－0　日本新薬
第5戦　日本新薬　4－0　東海理化
第6戦　Honda　7－4　JR東日本
（1位：Honda（3勝）、2位：JR東日本（1勝2敗）、3位：日本新薬（1勝2敗）、4位：東海理化（1勝2敗）＝2～4位は得失点率差による）
- 予選リーグBブロック

第1戦　明治安田生命　3－2　大阪ガス
第2戦　東芝　2－1　JFE東日本
第3戦　JFE東日本　3－0　大阪ガス
第4戦　明治安田生命　6－2　東芝
第5戦　JFE東日本　5－2　明治安田生命
第6戦　東芝　6－0　大阪ガス
（1位：JFE東日本（2勝1敗）、2位：東芝（2勝1敗）、3位：明治安田生命（2勝1敗）、4位：大阪ガス（3敗）＝1～3位は得失点率差による）
- 予選リーグCブロック

第1戦　東京ガス　3－2　Honda熊本
第2戦　JX-ENEOS　6－2　新日鐵住金鹿島
第3戦　JX-ENEOS　7－6　Honda熊本
第4戦　東京ガス　10－3　新日鐵住金鹿島
第5戦　新日鐵住金鹿島　4－1　Honda熊本
第6戦　JX-ENEOS　9－6　東京ガス
（1位：JX-ENEOS（3勝）、2位：東京ガス（2勝1敗）、3位：新日鐵住金鹿島（1勝2敗）、4位：Honda熊本（3敗））
- 予選リーグDブロック

第1戦　新日鐵住金かずさマジック　8－3　NTT東日本
第2戦　TDK　5－2　東邦ガス
第3戦　新日鐵住金かずさマジック　4－2　TDK
第4戦　NTT東日本　7－1　東邦ガス
第5戦　東邦ガス　4－1　新日鐵住金かずさマジック
第6戦　NTT東日本　10－6　TDK
（1位：新日鐵住金かずさマジック（2勝1敗）、2位：NTT東日本（2勝1敗）、3位：TDK（1勝2敗）、4位：東邦ガス（1勝2敗）＝1・2位、3・4位は直接対戦の結果による）
- 準決勝

Honda　9－2　JFE東日本
JX-ENEOS　2－1　新日鐵住金かずさマジック
- 決勝

Honda　5－3　JX-ENEOS
Hondaが本戦出場

### 第60回JABA静岡大会
- 予選リーグAブロック

第1戦　トヨタ自動車　5－4　新日鐵住金東海REX
第2戦　NTT東日本　7－3　日本新薬
第3戦　NTT東日本　3－0　トヨタ自動車
第4戦　日本新薬　1－0　新日鐵住金東海REX
第5戦　トヨタ自動車　4－0　日本新薬
第6戦　NTT東日本　2－1　新日鐵住金東海REX
（1位：NTT東日本（3勝）、2位：トヨタ自動車（2勝1敗）、3位：日本新薬（1勝2敗）、4位：新日鐵住金東海REX（3敗））
- 予選リーグBブロック

第1戦　ヤマハ　3－2　三菱自動車岡崎
第2戦　東芝　4－3　バイタルネット
第3戦　三菱自動車岡崎　6－3　バイタルネット
第4戦　東芝　6－2　ヤマハ
第5戦　ヤマハ　8－1　バイタルネット
第6戦　東芝　3－1　三菱自動車岡崎
（1位：東芝（3勝）、2位：ヤマハ（2勝1敗）、3位：三菱自動車岡崎（1勝2敗）、4位：バイタルネット（3敗））
- 予選リーグCブロック

第1戦　ジェイプロジェクト　1－0　東海理化
第2戦　富士重工業　2－1　JR東日本東北
第3戦　富士重工業　3－0　東海理化
第4戦　JR東日本東北　2－1　ジェイプロジェクト
第5戦　JR東日本東北　4－0　東海理化
第6戦　富士重工業　7－0　ジェイプロジェクト
（1位：富士重工業（3勝）、2位：JR東日本東北（2勝1敗）、3位：ジェイプロジェクト（1勝2敗）、4位：東海理化（3敗））
- 予選リーグDブロック

第1戦　JR東海　7－0　永和商事ウイング
第2戦　Honda　2－1　沖縄電力
第3戦　JR東海　3－0　Honda
第4戦　沖縄電力　1－0　永和商事ウイング
第5戦　沖縄電力　9－4　JR東海
第6戦　Honda　8－3　永和商事ウイング
（1位：JR東海（2勝1敗）、2位：沖縄電力（2勝1敗）、3位：Honda（2勝1敗）、4位：永和商事ウイング（3敗）＝1～3位は得失点率差による）
- 準決勝

富士重工業　2－0　NTT東日本
JR東海　8－1　東芝
- 決勝

JR東海　3－2　富士重工業　（延長11回タイブレーク）
JR東海が本戦出場

### 第42回JABA四国大会
- 予選リーグAブロック

第1戦　JR東日本　10－3　四国銀行
第2戦　三菱重工長崎　3－2　三菱重工名古屋
第3戦　三菱重工長崎　4－1　JR東日本
第4戦　三菱重工名古屋　6－3　四国銀行
第5戦　三菱重工長崎　6－2　四国銀行
第6戦　JR東日本　2－0　三菱重工名古屋
（1位：三菱重工長崎（3勝）、2位：JR東日本（2勝1敗・ワイルドカード）、3位：三菱重工名古屋（1勝2敗）、4位：四国銀行（3敗））
- 予選リーグBブロック

第1戦　NTT西日本　6－4　JR四国
第2戦　三菱重工三原　2－1　JFE東日本
第3戦　NTT西日本　14－0　三菱重工三原
第4戦　JFE東日本　8－1　JR四国
第5戦　NTT西日本　8－0　JFE東日本
第6戦　三菱重工三原　2－1　JR四国
（1位：NTT西日本（3勝）、2位：三菱重工三原（2勝1敗）、3位：JFE東日本（1勝2敗）、4位：JR四国（3敗））
- 予選リーグCブロック

第1戦　三菱重工広島　3－1　JR九州
第2戦　日本生命　7－0　ワイテック
第3戦　JR九州　2－0　ワイテック
第4戦　日本生命　2－1　三菱重工広島
第5戦　日本生命　3－2　JR九州
第6戦　三菱重工広島　2－0　ワイテック
（1位：日本生命（3勝）、2位：三菱重工広島（2勝1敗）、3位：JR九州（1勝2敗）、4位：ワイテック（3敗））
- 準決勝

NTT西日本　4－2　三菱重工長崎
JR東日本　2－1　日本生命
- 決勝

JR東日本　3－1　NTT西日本
JR東日本が本戦出場

### 第36回JABA日立市長杯争奪大会
- 予選リーグAブロック

第1戦　TDK　3－0　日立製作所
第2戦　三菱重工横浜　5－3　王子
第3戦　日立製作所　5－1　王子
第4戦　三菱重工横浜　6－4　TDK
第5戦　日立製作所　9－2　三菱重工横浜
第6戦　王子　3－0　TDK
（1位：日立製作所（2勝1敗）、2位：三菱重工横浜（2勝1敗）、3位：王子（1勝2敗）、4位：TDK（1勝2敗）＝1・2位、3・4位は直接対戦の結果による（B、Cブロックも同じ））
- 予選リーグBブロック

第1戦　セガサミー　3－0　熊本ゴールデンラークス
第2戦　日本製紙石巻　1－0　日本通運
第3戦　熊本ゴールデンラークス　5－2　日本通運
第4戦　セガサミー　2－1　日本製紙石巻
第5戦　日本通運　7－0　セガサミー
第6戦　熊本ゴールデンラークス　2－0　日本製紙石巻
（1位：セガサミー（2勝1敗）、2位：熊本ゴールデンラークス（2勝1敗）、3位：日本製紙石巻（1勝2敗）、4位：日本通運（1勝2敗））
- 予選リーグCブロック

第1戦　西濃運輸　2－0　鷺宮製作所
第2戦　富士重工業　8－0　三菱重工神戸
第3戦　三菱重工神戸　2－1　西濃運輸
第4戦　鷺宮製作所　2－0　富士重工業
第5戦　西濃運輸　2－1　富士重工業
第6戦　三菱重工神戸　2－0　鷺宮製作所
（1位：三菱重工神戸（2勝1敗）、2位：西濃運輸（2勝1敗・ワイルドカード）、3位：鷺宮製作所（1勝2敗）、4位：富士重工業（1勝2敗））
- 準決勝

日立製作所　4－0　西濃運輸
三菱重工神戸　4－3　セガサミー
- 決勝

三菱重工神戸　3－0　日立製作所
三菱重工神戸が本戦出場

### 第56回JABA岡山大会
- 予選リーグAブロック

第1戦　JR北海道　8－4　シティライト岡山
第2戦　伯和ビクトリーズ　3－2　新日鐵住金広畑
第3戦　シティライト岡山　2－1　新日鐵住金広畑
第4戦　伯和ビクトリーズ　2－1　JR北海道
第5戦　伯和ビクトリーズ　5－0　シティライト岡山
第6戦　JR北海道　1－0　新日鐵住金広畑
（1位：伯和ビクトリーズ（3勝）、2位：JR北海道（2勝1敗）、3位：シティライト岡山（1勝2敗）、4位：新日鐵住金広畑（3敗））
- 予選リーグBブロック

第1戦　Honda熊本　8－3　JFE西日本
第2戦　三菱自動車岡崎　10－0　JR四国
第3戦　JFE西日本　5－3　JR四国
第4戦　三菱自動車岡崎　5－4　Honda熊本
第5戦　三菱自動車岡崎　2－0　JFE西日本
第6戦　Honda熊本　3－1　JR四国
（1位：三菱自動車岡崎（3勝）、2位：Honda熊本（2勝1敗）、3位：JFE西日本（1勝2敗）、4位：JR四国（3敗））
- 予選リーグCブロック

第1戦　パナソニック　11－0　ジェイプロジェクト
第2戦　ワイテック　15－14　三菱自動車倉敷オーシャンズ
第3戦　ワイテック　2－1　ジェイプロジェクト
第4戦　パナソニック　5－1　三菱自動車倉敷オーシャンズ
第5戦　ジェイプロジェクト　7－0　三菱自動車倉敷オーシャンズ
第6戦　パナソニック　4－2　ワイテック
（1位：パナソニック（3勝）、2位：ワイテック（2勝1敗）、3位：ジェイプロジェクト（1勝2敗）、4位：三菱自動車倉敷オーシャンズ（3敗））
- 予選リーグDブロック

第1戦　九州三菱自動車　5－0　三菱重工三原
第2戦　JR東日本　4－0　ニチダイ
第3戦　九州三菱自動車　5－1　ニチダイ
第4戦　三菱重工三原　2－0　JR東日本
第5戦　JR東日本　5－0　九州三菱自動車
第6戦　ニチダイ　3－2　三菱重工三原
（1位：JR東日本（2勝1敗）、2位：九州三菱自動車（2勝1敗）、3位：ニチダイ（1勝2敗）、4位：三菱重工三原（1勝2敗）＝1・2位、3・4位は直接対戦の結果による）
- 準決勝

伯和ビクトリーズ　9－2　三菱自動車岡崎
JR東日本　8－1　パナソニック
- 決勝

JR東日本　5－4　伯和ビクトリーズ
JR東日本はすでに本戦出場権を得ているため、関東地区からの最終予選出場枠1増

### 第55回JABA長野県知事旗争奪大会
- 予選リーグAブロック

第1戦　東京ガス　2－0　七十七銀行
第2戦　Honda鈴鹿　5－3　伏木海陸運送
第3戦　七十七銀行　6－3　伏木海陸運送
第4戦　東京ガス　9－5　Honda鈴鹿
第5戦　七十七銀行　3－2　Honda鈴鹿
第6戦　東京ガス　4－1　伏木海陸運送
（1位：東京ガス（3勝）、2位：七十七銀行（2勝1敗）、3位：Honda鈴鹿（1勝2敗）、4位：伏木海陸運送（3敗））
- 予選リーグBブロック

第1戦　東邦ガス　11－0　フェデックス
第2戦　新日鐵住金鹿島　5－2　信越硬式野球クラブ
第3戦　新日鐵住金鹿島　4－1　東邦ガス
第4戦　信越硬式野球クラブ　10－3　フェデックス
第5戦　東邦ガス　4－1　信越硬式野球クラブ
第6戦　新日鐵住金鹿島　15－1　フェデックス
（1位：新日鐵住金鹿島（3勝）、2位：東邦ガス（2勝1敗・ワイルドカード）、3位：信越硬式野球クラブ（1勝2敗）、4位：フェデックス（3敗））
- 予選リーグCブロック

第1戦　トヨタ自動車　5－3　バイタルネット
第2戦　新日鐵住金かずさマジック　6－4　大阪ガス
第3戦　新日鐵住金かずさマジック　4－0　トヨタ自動車
第4戦　大阪ガス　4－0　バイタルネット
第5戦　トヨタ自動車　2－1　大阪ガス
第6戦　新日鐵住金かずさマジック　7－1　バイタルネット
（1位：新日鐵住金かずさマジック（3勝）、2位：トヨタ自動車（2勝1敗）、3位：大阪ガス（1勝2敗）、4位：バイタルネット（3敗））
- 準決勝

東京ガス　4－0　新日鐵住金鹿島
新日鐵住金かずさマジック　8－5　東邦ガス
- 決勝

新日鐵住金かずさマジック　3－1　東京ガス
新日鐵住金かずさマジックが本戦出場

### 第64回JABA京都大会
- 予選リーグAブロック

第1戦　JX-ENEOS　4－3　日本新薬
第2戦　NTT西日本　1－0　伯和ビクトリーズ
第3戦　日本新薬　1－0　伯和ビクトリーズ
第4戦　JX-ENEOS　4－0　NTT西日本
第5戦　NTT西日本　2－1　日本新薬
第6戦　JX-ENEOS　6－3　伯和ビクトリーズ
（1位：JX-ENEOS（3勝）、2位：NTT西日本（2勝1敗）、3位：日本新薬（1勝2敗）、4位：伯和ビクトリーズ（3敗））
- 予選リーグBブロック

第1戦　三菱重工名古屋　4－3　新日鐵住金広畑
第2戦　日本生命　6－0　エナジック
第3戦　新日鐵住金広畑　8－4　エナジック
第4戦　日本生命　9－1　三菱重工名古屋
第5戦　新日鐵住金広畑　4－2　日本生命
第6戦　三菱重工名古屋　5－2　エナジック
（1位：日本生命（2勝1敗）、2位：新日鐵住金広畑（2勝1敗）、3位：三菱重工名古屋（2勝1敗）、4位：エナジック（3敗）＝1～3位は得失点率差による）
- 予選リーグCブロック

第1戦　セガサミー　2－1　三菱重工神戸
第2戦　パナソニック　2－0　シティライト岡山
第3戦　シティライト岡山　6－3　三菱重工神戸
第4戦　パナソニック　12－0　セガサミー
第5戦　パナソニック　2－1　三菱重工神戸
第6戦　セガサミー　7－0　シティライト岡山
（1位：パナソニック（3勝）、2位：セガサミー（2勝1敗）、3位：シティライト岡山（1勝2敗）、4位：三菱重工神戸（3敗））
- 予選リーグDブロック

第1戦　ニチダイ　1－0　富士重工業
第2戦　大阪ガス　5－3　Honda鈴鹿
第3戦　ニチダイ　2－1　Honda鈴鹿
第4戦　富士重工業　3－0　大阪ガス
第5戦　ニチダイ　7－3　大阪ガス
第6戦　Honda鈴鹿　5－3　富士重工業
（1位：ニチダイ（3勝）、2位：富士重工業（1勝2敗）、3位：Honda鈴鹿（1勝2敗）、4位：大阪ガス（1勝2敗）＝2～4位は得失点率差による）
- 準決勝

日本生命　6－2　JX-ENEOS
パナソニック　4－1　ニチダイ
- 決勝

日本生命　7－0　パナソニック　（7回コールド）
日本生命が本戦出場

### 第66回JABAベーブルース杯争奪大会
- 予選リーグAブロック

第1戦　西濃運輸　5－1　伏木海陸運送
第2戦　JFE東日本　9－5　東邦ガス
第3戦　東邦ガス　9－2　伏木海陸運送
第4戦　西濃運輸　9－1　JFE東日本
第5戦　伏木海陸運送　1－0　JFE東日本
第6戦　東邦ガス　5－0　西濃運輸
（1位：東邦ガス（2勝1敗）、2位：西濃運輸（2勝1敗）、3位：伏木海陸運送（1勝2敗）、4位：JFE東日本（1勝2敗）＝1・2位、3・4位は直接対戦の結果による）
- 予選リーグBブロック

第1戦　NTT東日本　10－0　トヨタ自動車東日本
第2戦　JFE西日本　8－5　王子
第3戦　JFE西日本　3－0　NTT東日本
第4戦　王子　7－0　トヨタ自動車東日本
第5戦　王子　6－0　NTT東日本
第6戦　JFE西日本　9－5　トヨタ自動車東日本
（1位：NTT東日本（2勝1敗）、2位：王子（2勝1敗）、3位：JFE西日本（2勝1敗）、4位：トヨタ自動車東日本（3敗）＝1～3位は得失点率差による）
- 予選リーグCブロック

第1戦　中日ドラゴンズファーム　12－1　滋賀・高島ベースボールクラブ
第2戦　東芝　5－4　JR東海
第3戦　東芝　5－4　中日ドラゴンズファーム
第4戦　JR東海　3－1　滋賀・高島ベースボールクラブ
第5戦　JR東海　9－2　中日ドラゴンズファーム
第6戦　東芝　6－0　滋賀・高島ベースボールクラブ
（1位：東芝（3勝）、2位：JR東海（2勝1敗・ワイルドカード）、3位：中日ドラゴンズファーム、4位：滋賀・高島ベースボールクラブ）
- 準決勝

NTT東日本　2－1　東邦ガス
JR東海　3－1　東芝
- 決勝

JR東海　6－0　NTT東日本
JR東海はすでに本戦出場権を得ているため、東海地区からの最終予選出場枠1増

### 第66回JABA九州大会
- 予選リーグAブロック

第1戦　日立製作所　7－6　トヨタ自動車
第2戦　熊本ゴールデンラークス　8－2　九州三菱自動車
第3戦　トヨタ自動車　9－0　熊本ゴールデンラークス
第4戦　日立製作所　2－1　九州三菱自動車
第5戦　日立製作所　4－0　熊本ゴールデンラークス
第6戦　トヨタ自動車　5－3　九州三菱自動車
（1位：日立製作所（3勝）、2位：トヨタ自動車（2勝1敗）、3位：熊本ゴールデンラークス（1勝2敗）、4位：九州三菱自動車（3敗））
- 予選リーグBブロック

第1戦　三菱重工横浜　5－3　パナソニック
第2戦　Honda熊本　7－0　ビッグ開発ベースボールクラブ
第3戦　Honda熊本　4－3　三菱重工横浜
第4戦　パナソニック　11－1　ビッグ開発ベースボールクラブ
第5戦　Honda熊本　4－1　パナソニック
第6戦　三菱重工横浜　3－0　ビッグ開発ベースボールクラブ
（1位：Honda熊本（3勝）、2位：三菱重工横浜（2勝1敗）、3位：パナソニック（1勝2敗）、4位：ビッグ開発ベースボールクラブ（3敗））
- 予選リーグCブロック

第1戦　ヤマハ　6－0　明治安田生命
第2戦　JR九州　4－2　三菱自動車倉敷オーシャンズ
第3戦　JR九州　4－0　明治安田生命
第4戦　三菱自動車倉敷オーシャンズ　4－1　ヤマハ
第5戦　JR九州　1－0　ヤマハ
第6戦　明治安田生命　14－0　三菱自動車倉敷オーシャンズ
（1位：JR九州（3勝）、2位：明治安田生命（1勝2敗）、3位：ヤマハ（1勝2敗）、4位：三菱自動車倉敷オーシャンズ（1勝2敗）＝2～4位は得失点率差による）
- 予選リーグDブロック

第1戦　NTT西日本　3－2　日本通運
第2戦　三菱重工長崎　2－0　沖縄電力
第3戦　沖縄電力　4－3　NTT西日本
第4戦　日本通運　2－1　三菱重工長崎
第5戦　沖縄電力　3－2　日本通運
第6戦　NTT西日本　2－1　三菱重工長崎
（1位：沖縄電力（2勝1敗）、2位：NTT西日本（2勝1敗）、3位：日本通運（1勝2敗）、4位：三菱重工長崎（1勝2敗）＝1・2位、3・4位は直接対戦の成績による）
- 準決勝

Honda熊本　5－3　日立製作所
沖縄電力　5－4　JR九州
- 決勝

Honda熊本　5－1　沖縄電力
Honda熊本が本戦出場

### 第44回JABA東北大会
- 予選リーグAブロック

第1戦　新日鐵住金鹿島　3－2　TDK
第2戦　JR北海道　6－2　きらやか銀行
第3戦　TDK　6－4　JR北海道
第4戦　きらやか銀行　2－1　新日鐵住金鹿島
第5戦　新日鐵住金鹿島　3－2　JR北海道
第6戦　TDK　5－3　きらやか銀行
（1位：新日鐵住金鹿島（2勝1敗）、2位：TDK（2勝1敗）、3位：JR北海道（1勝2敗）、4位：きらやか銀行（1勝2敗）＝1・2位、3・4位は直接対戦の成績による）
- 予選リーグBブロック

第1戦　鷺宮製作所　2－1　JR東日本東北
第2戦　日本生命　15－0　信越硬式野球クラブ
第3戦　JR東日本東北　10－6　信越硬式野球クラブ
第4戦　鷺宮製作所　8－3　日本生命
第5戦　鷺宮製作所　4－0　信越硬式野球クラブ
第6戦　日本生命　4－2　JR東日本東北
（1位：鷺宮製作所（3勝）、2位：日本生命（2勝1敗）、3位：JR東日本東北（1勝2敗）、4位：信越硬式野球クラブ（3敗））
- 予選リーグCブロック

第1戦　新日鐵住金東海REX　9－0　航空自衛隊千歳
第2戦　Honda　6－5　七十七銀行
第3戦　七十七銀行　7－0　航空自衛隊千歳
第4戦　新日鐵住金東海REX　3－1　Honda
第5戦　新日鐵住金東海REX　4－0　七十七銀行
第6戦　Honda　6－1　航空自衛隊千歳
（1位：新日鐵住金東海REX（3勝）、2位：Honda（2勝1敗）、3位：七十七銀行（1勝2敗）、4位：航空自衛隊千歳（3敗））
- 予選リーグDブロック

第1戦　JX-ENEOS　15－1　西部ガス
第2戦　バイタルネット　6－4　日本製紙石巻
第3戦　西部ガス　4－0　バイタルネット
第4戦　JX-ENEOS　5－4　日本製紙石巻
第5戦　JX-ENEOS　8－1　バイタルネット
第6戦　西部ガス　4－2　日本製紙石巻
（1位：JX-ENEOS（3勝）、2位：西部ガス（2勝1敗）、3位：バイタルネット（1勝2敗）、4位：日本製紙石巻（3敗））
- 準決勝

新日鐵住金鹿島　6－2　鷺宮製作所
JX-ENEOS　3－2　新日鐵住金東海REX
- 決勝

JX-ENEOS　10－3　新日鐵住金鹿島　（8回コールド）
JX-ENEOSが本戦出場

### 第55回JABA北海道大会
- 予選リーグAブロック

第1戦　日本生命　6－1　明治安田生命
第2戦　三菱重工名古屋　5－4　TDK
第3戦　三菱重工名古屋　3－1　明治安田生命
第4戦　日本生命　9－0　TDK
第5戦　TDK　7－0　明治安田生命
第6戦　三菱重工名古屋　4－1　日本生命
（1位：三菱重工名古屋（3勝）、2位：日本生命（2勝1敗＝ワイルドカード）、3位：TDK（1勝2敗）、4位：明治安田生命（3敗））
- 予選リーグBブロック

第1戦　日立製作所　1－0　日本製紙石巻
第2戦　三菱重工横浜　4－2　航空自衛隊千歳
第3戦　三菱重工横浜　5－2　日立製作所
第4戦　航空自衛隊千歳　2－1　日本製紙石巻
第5戦　日立製作所　6－1　航空自衛隊千歳
第6戦　三菱重工横浜　3－2　日本製紙石巻
（1位：三菱重工横浜（3勝）、2位：日立製作所（2勝1敗）、3位：航空自衛隊千歳（1勝2敗）、4位：日本製紙石巻（3敗））
- 予選リーグCブロック

第1戦　JR東海　6－0　Honda
第2戦　NTT西日本　4－3　室蘭シャークス
第3戦　NTT西日本　4－3　JR東海
第4戦　Honda　3－1　室蘭シャークス
第5戦　室蘭シャークス　8－1　JR東海
第6戦　NTT西日本　6－2　Honda
（1位：NTT西日本（3勝）、2位：室蘭シャークス（1勝2敗）、3位：JR東海（1勝2敗）、4位：Honda（1勝2敗）＝2～4位は当該チーム間の得失点率差による）
- 準決勝

三菱重工名古屋　6－3　三菱重工横浜
NTT西日本　6－3　日本生命
- 決勝

NTT西日本　1－0　三菱重工名古屋
NTT西日本が本戦出場

## 地区最終予選

### 北海道地区
- 代表決定リーグ戦

第1戦　室蘭シャークス　6－1　航空自衛隊千歳
第2戦　JR北海道　8－3　WEEDしらおい
第3戦　航空自衛隊千歳　9－0　WEEDしらおい
第4戦　室蘭シャークス　3－2　JR北海道
第5戦　室蘭シャークス　5－1　WEEDしらおい
（室蘭シャークスが3勝したため第6戦（JR北海道－航空自衛隊千歳）は中止）
室蘭シャークスが本戦出場

### 東北地区
- 1回戦

きらやか銀行　2－1　日本製紙石巻
- 2回戦

JR東日本東北　8－0　フェズント岩手
トヨタ自動車東日本　4－0　JR秋田
TDK　4－1　きらやか銀行
七十七銀行　4－1　JR盛岡
- 準決勝

七十七銀行　1－0　TDK
トヨタ自動車東日本　6－3　JR東日本東北
- 代表決定戦

七十七銀行　3x－2　トヨタ自動車東日本
七十七銀行が本戦出場

### 北信越地区
- 1回戦

バイタルネット　7－3　信越硬式野球クラブ
- 準決勝

バイタルネット　4－0　フェデックス
伏木海陸運送　19－3　JR新潟
- 代表決定戦

バイタルネット　8－3　伏木海陸運送
バイタルネットが本戦出場

### 関東地区
- 1回戦

富士重工業　8－1　日本ウェルネススポーツ専門学校
東京ガス　5－0　JR水戸
三菱重工横浜　4－0　JR千葉
セガサミー　7－0　日本ウェルネススポーツ大学
- 代表決定戦

富士重工業　7－4　東芝　（延長11回）
東京ガス　1－0　日立製作所
明治安田生命　2－1　新日鐵住金鹿島
JFE東日本　8－2　鷺宮製作所
日本通運　4x－3　三菱重工横浜　（延長10回）
セガサミー　5－3　NTT東日本
富士重工業、東京ガス、明治安田生命、JFE東日本、日本通運、セガサミーが本戦出場

### 東海地区
- 1回戦

Honda鈴鹿　4－2　新日鐵住金東海REX
トヨタ自動車　1－0　東邦ガス
永和商事ウイング　5－4　日本プロスポーツ専門学校
東海理化　9－8　ジェイプロジェクト
三菱自動車岡崎　7－0　三菱重工名古屋
- 2回戦

ヤマハ　6－4　Honda鈴鹿
トヨタ自動車　6－3　永和商事ウイング
王子　2－1　東海理化
西濃運輸　7－3　三菱自動車岡崎
- 敗者復活1回戦

東邦ガス　4－0　日本プロスポーツ専門学校
- 敗者復活2回戦

三菱重工名古屋　6－0　ジェイプロジェクト
東邦ガス　5－0　新日鐵住金東海REX
Honda鈴鹿　6－0　永和商事ウイング
三菱自動車岡崎　2－0　東海理化
- 代表決定戦

トヨタ自動車　5－1　ヤマハ
西濃運輸　4－1　王子　（延長11回）
- 敗者復活3回戦

三菱重工名古屋　2－0　三菱自動車岡崎
東邦ガス　4－3　Honda鈴鹿
- 敗者復活代表決定戦

ヤマハ　2－1　三菱重工名古屋
東邦ガス　4－2　王子
トヨタ自動車、西濃運輸、ヤマハ、東邦ガスが本戦出場

### 近畿地区
- 1回戦

トータル阪神　9－2　甲賀健康医療専門学校
- 2回戦

パナソニック　7－2　ニチダイ
日本新薬　2－0　履正社学園
大阪ガス　2－0　島津製作所
新日鐵住金広畑　9－3　トータル阪神
- 敗者復活1回戦

履正社学園　7－0　島津製作所
- 代表決定戦

パナソニック　3－0　新日鐵住金広畑
日本新薬　13－0　大阪ガス
- 敗者復活2回戦

ニチダイ　2－0　甲賀健康医療専門学校
トータル阪神　8－0　履正社学園
- 敗者復活3回戦

大阪ガス　6－2　ニチダイ
新日鐵住金　4－1　トータル阪神
- 敗者再復活1回戦

ニチダイ　9－2　トータル阪神
- 敗者復活代表決定戦

新日鐵住金広畑　4x－3　大阪ガス
- 敗者再復活代表決定戦

大阪ガス　7－0　ニチダイ
パナソニック、日本新薬、新日鐵住金広畑、大阪ガスが本戦出場

### 中国地区
- 1回戦

三菱自動車倉敷オーシャンズ　3－0　三菱重工三原
JR西日本　2－0　シティライト岡山
ツネイシ　5－4　MSH医療専門学校
- 敗者復活1回戦

シティライト岡山　8－1　三菱重工三原
- 2回戦

JFE西日本　3－1　三菱自動車倉敷オーシャンズ
三菱重工広島　6－3　JR西日本
ツネイシ　3－2　伯和ビクトリーズ
ワイテック　3－2　光シーガルズ
- 敗者復活2回戦

シティライト岡山　8－1　MSH医療専門学校
JR西日本　10－1　光シーガルズ
- 準決勝

JFE西日本　12－0　三菱重工広島
ツネイシ　7－2　ワイテック
- 敗者復活3回戦

伯和ビクトリーズ　4－0　シティライト岡山
JR西日本　12－0　三菱自動車倉敷オーシャンズ
- 敗者復活4回戦

伯和ビクトリーズ　3－1　JR西日本
三菱重工広島　5－2　ワイテック
- 代表決定戦

JFE西日本　1－0　ツネイシ
- 敗者復活5回戦

三菱重工広島　7－3　伯和ビクトリーズ
- 敗者復活代表決定戦

三菱重工広島　5－2　ツネイシ
JFE西日本、三菱重工広島が本戦出場

### 四国地区
- リーグ戦

第1戦　四国銀行　4－3　JR四国
第2戦　四国銀行　7－0　アークバリア
第3戦　四国銀行　5－0　アークバリア
第4戦　JR四国　7－1　アークバリア
第5戦　JR四国　13－1　アークバリア
第6戦　四国銀行　1－0　JR四国
（1位：四国銀行（4勝）、2位：JR四国（2勝2敗）、3位：アークバリア（4敗））
- 代表決定戦（2勝先勝）

第1戦　四国銀行　5－4　JR四国
第2戦　四国銀行　3－2　JR四国
四国銀行が本戦出場

### 九州地区
- 1回戦

新日鐵住金大分クラブ　8－7　宮崎梅田学園
熊本ゴールデンラークス　2－1　宮崎福祉医療カレッジ
沖縄電力　8－0　九州総合スポーツカレッジ
西部ガス　2－0　三菱重工長崎
苅田ビクトリーズベースボールクラブ　3－1　沖データ・コンピュータ教育学園
エナジック　2－1　日本ウェルネススポーツ専門学校北九州
- 2回戦

JR九州　5－1　新日鐵住金大分クラブ
熊本ゴールデンラークス　7－5　沖縄電力
西部ガス　1－0　苅田ビクトリーズベースボールクラブ
九州三菱自動車　7－0　エナジック
- 準決勝

JR九州　4－2　熊本ゴールデンラークス
九州三菱自動車　4－3　西部ガス
- 敗者復活1回戦

熊本ゴールデンラークス　11－1　西部ガス
- 代表決定戦

JR九州　9－3　九州三菱自動車
- 敗者復活代表決定戦

九州三菱自動車　4－3　熊本ゴールデンラークス
JR九州、熊本ゴールデンラークスが本戦出場